# Campofrío
Campofrío – gmina w Hiszpanii, w prowincji Huelva, w Andaluzji, o powierzchni 46,98 km². W 2011 roku gmina liczyła 785 mieszkańców.